# Poppenhausen (Wasserkuppe)

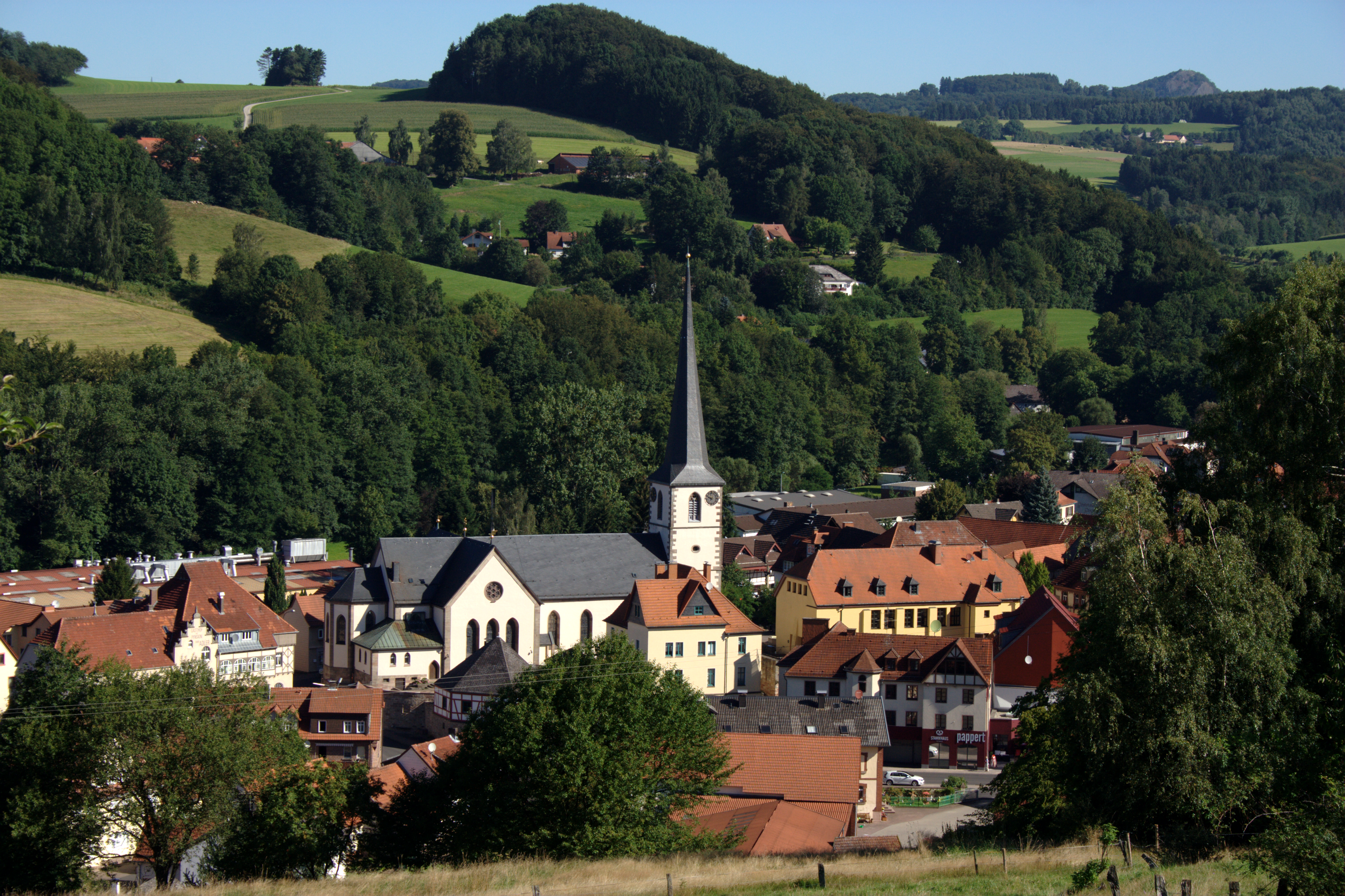
Blick auf den Ortskern mit der kath. Pfarrkirche

Poppenhausen (Wasserkuppe) ist eine Gemeinde im osthessischen Landkreis Fulda.

## Geographie

### Geographische Lage
Die Gemeinde liegt mit ihren Ortsteilen in der Hochrhön, am Hang der Wasserkuppe, des Pferdskopfes und des Eubeberges. Durch den Ortsteil Poppenhausen fließt die Lütter, ein Nebenfluss der Fulda.

### Nachbargemeinden
Poppenhausen grenzt im Norden an die Gemeinde Hofbieber, im Nordosten an Hilders, im Osten an die Gemeinde Ehrenberg, im Südosten und Süden an die Stadt Gersfeld sowie im Westen an die Gemeinden Ebersburg, Künzell und Dipperz (alle im Landkreis Fulda).

### Gliederung
Die Gemeinde besteht aus den fünf Ortsteilen:
- Poppenhausen
- Abtsroda (mit Sieblos und Tränkhof)
- Gackenhof (mit Neuwart, Kuppe, Rabennest, Neufeld, Steinbruch, Bienhof, Bollrain, Storchshof, Hettenpaulshof, Danielshof, Wiegerich, Huhnrain, Huhnmühle, Hugofluss und Unteraltenweiher)
- Rodholz (mit Schwarzerden, Güntersberg, Guckai, Kohlstöcken, Heckenhof, Farnlieden, Lahmenhof und Oberaltenweiher)
- Steinwand (mit Hohensteg, Rauschelbach, Ziegelhof, Eichenhof, Steinhecken, Erlenhof, Maulhof, Klübershof, Obereichenwinden, Teufelstein, Eselsbrunn, Mittelberg, Grabenhof, Eichenwinden, Heckenmühle, Dürrmühle, Heiligenhof, Grasberg, Hugograben, Bildstein, Feuerloch, Öttersbach, Heimenhof, Krämersloch, Hausfüst, Kalkhof, Vorderreppig, Remerz und Leimbachshof)

## Geschichte

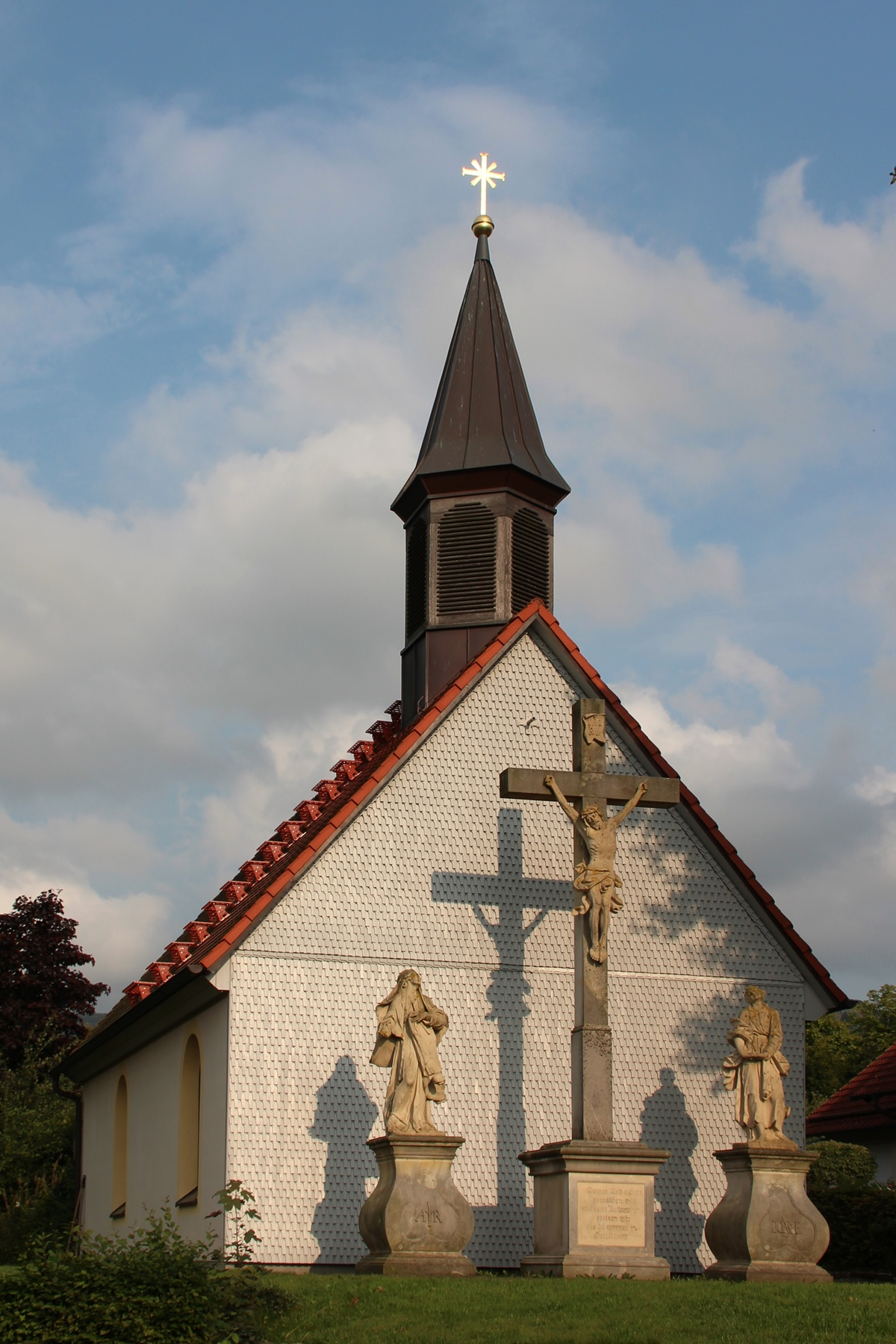
Die Josefskapelle in Tränkhof

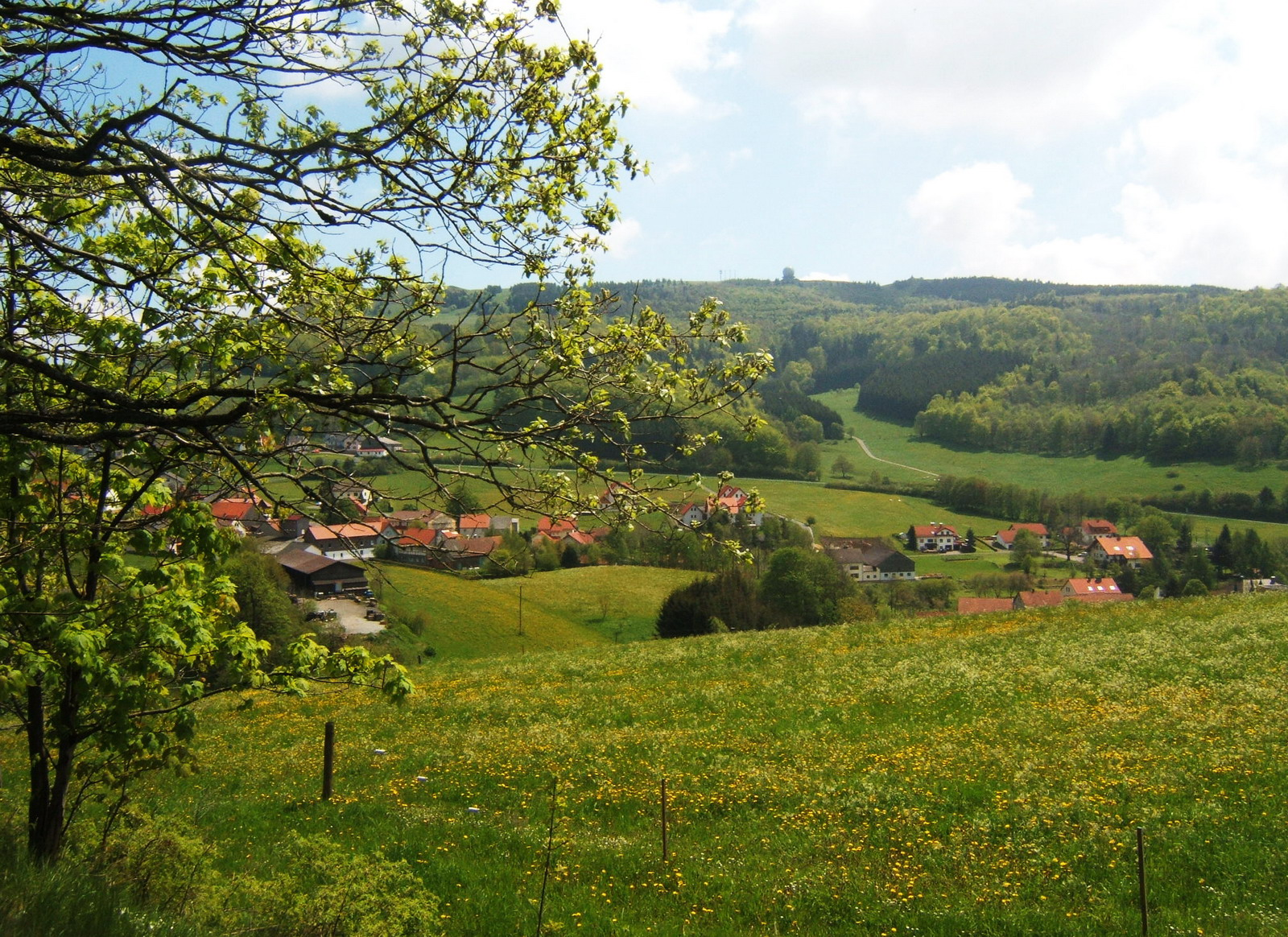
Ortsteil Abtsroda mit der Wasserkuppe

Erstmals erschien die Örtlichkeit als „Bifang“ (Rodungsgut) samt 13 „Unfreien“ am 1. Februar 826 in einer Schenkungsurkunde des fränkischen Gaugrafen Poppo I. an das Kloster Fulda. Diese Urkunde gilt jedoch nach den strengen Regeln des Hessischen Staatsarchivs nicht als Ersterwähnung, da der Ort nicht als „villa“ bezeichnet ist. Dies ist erst in einem zwischen 1155 und 1165 entstandenen Urbar (Güterverzeichnis) des Klosters Fulda, dem sogenannten Codex Eberhardi der Fall. In der Folge waren dort zahlreiche Rittergeschlechter ansässig oder begütert, so die Herren von Steinau genannt Steinrück, die von Ebersberg genannt von Weyhers, die von Thüngen, die von Berlepsch, die Specht von Bubenheim, die von Merlau und weitere. Die letzten Adeligen waren die von Mansbach, deren letzten Besitz der Fuldaer Fürstabt Adalbert I. von Schleiffras 1709 zurückkaufte. Alle hatten ihre eigenen Gasthöfe und Mühlen, zu deren Nutzung ihre Lehnleute verpflichtet waren. In Poppenhausen befand sich eine große Wasserburg, mit über 10.000 Quadratmetern die größte der Umgegend, die erstmals 1327 erwähnt wurde und 1459, zumindest oberirdisch, zerstört wurde. Unter verschiedenen Gasthöfen und dem Von-Steinrück-Platz sind Keller dieser ehemaligen Burg Poppenhausen erhalten.
1635 tobte die Pest in der Gegend. Aus Dankbarkeit, dass die Pestgefahr vorüber war, errichtete der Geselle Johannes Farnung 1639 einen Bildstock auf dem Poppenhausener Hausberg, „Stein“ genannt. Am 21. Juni 1647 gelobte die Gemeinde, jedes Jahr eine Wallfahrt zu diesem Bildstock durchzuführen. Dieser örtliche Pest- und Hagelfeiertag wird seither alljährlich mit einer Bittwallfahrt zur Kapelle auf den Stein gefeiert, wobei der Text des Gelöbnisses von 1647 verlesen wird.
Am 30. September 1903 verwüstete ein Brand im Ortskern 18 Wohnhäuser mit Nebengebäuden einschließlich Pfarrhaus und alter Schule. Schon um die Wende des 19./20. Jahrhunderts öffnete sich der Ort für Sommerfrischler, so wurden die Weichen für den heutigen Tourismus gestellt. Am 15. Dezember 1961 wurde der Kerngemeinde Poppenhausen vom hessischen Wirtschaftsministerium das Prädikat Luftkurort verliehen.

## Bevölkerung
In einem 1683 aufgestellten Pfarr-Register von Poppenhausen sind im gesamten, in neun Viertel aufgeteilten Pfarrbezirk, namentlich alle die in 194 Anwesen lebenden 1189 Personen aufgeführt. Im ersten Viertel Poppenhausen lebten 336 Personen. Davon bekannten sich, außer zum katholischen Glauben, 28 zur jüdischen und zwei zur lutherischen (evangelischen) Religion.
Der erste Jude namens Mosch erscheint im Jahre 1621. Im Jahre 1789 betrug die Anzahl der Juden 17 Mitglieder in vier Familien. Wegen der geringen Anzahl und relativen Armut existierte hier keine eigene jüdische Gemeinde, lediglich ein Bethaus in einem Privathaus und zumindest ein rituelles Bad (Mikwe) existierten. Zum Gottesdienst besuchte man die Synagoge in Schmalnau. Die letzte jüdische Familie Katzenstein verließ kurz nach 1885 Poppenhausen und verzog nach Schmalnau.
Im Jahre 1853 wurde von Pfarrer Elias Glock ein Protokoll erstellt, in dem die Anzahl der Katholiken im Pfarrbezirk mit 2793 Seelen angegeben wird.

## Gebietsreform
Am 1. August 1972 entstand im Zuge der hessischen Gebietsreform aus den einst selbständigen Gemeinden Abtsroda (mit seinen Ortsteilen Tränkhof und Sieblos), Gackenhof, Poppenhausen an der Wasserkuppe, Rodholz und Steinwand die Großgemeinde Poppenhausen. Diese erhielt auch Teile der Nachbargemeinden Dipperz, Ebersburg und Hofbieber mit damals etwa 100 Einwohnern.

## Politik

### Gemeindevertretung
Die Kommunalwahl am 14. März 2021 lieferte folgendes Ergebnis, in Vergleich gesetzt zu früheren Kommunalwahlen:
| Sitzverteilung in der Gemeindevertretung 2021Insgesamt 15 Sitze - FW: 6 - CDU: 7 - CWE: 2 | Parteien und Wählergemeinschaften | Parteien und Wählergemeinschaften           | % 2021 | Sitze 2021 | % 2016 | Sitze 2016 | % 2011 | Sitze 2011 | % 2006 | Sitze 2006 | % 2001 | Sitze 2001 |
| Sitzverteilung in der Gemeindevertretung 2021Insgesamt 15 Sitze - FW: 6 - CDU: 7 - CWE: 2 | CDU                               | Christlich Demokratische Union Deutschlands | 45,0   | 7          | 59,9   | 9          | 65,9   | 10         | 70,5   | 11         | 62,0   | 9          |
| Sitzverteilung in der Gemeindevertretung 2021Insgesamt 15 Sitze - FW: 6 - CDU: 7 - CWE: 2 | CWE                               | Christliche Wähler-Einheit                  | 15,7   | 2          | 40,1   | 6          | 34,1   | 5          | 14,4   | 2          | 14,6   | 2          |
| Sitzverteilung in der Gemeindevertretung 2021Insgesamt 15 Sitze - FW: 6 - CDU: 7 - CWE: 2 | SPD                               | Sozialdemokratische Partei Deutschlands     | –      | –          | —      | —          | —      | —          | 9,6    | 1          | 11,4   | 2          |
| Sitzverteilung in der Gemeindevertretung 2021Insgesamt 15 Sitze - FW: 6 - CDU: 7 - CWE: 2 | OBL                               | Offene Bürgerliste                          | –      | –          | —      | —          | —      | —          | 5,5    | 1          | 12,0   | 2          |
| Sitzverteilung in der Gemeindevertretung 2021Insgesamt 15 Sitze - FW: 6 - CDU: 7 - CWE: 2 | FW                                | Freie Wähler                                | 39,3   | 6          | —      | —          | —      | —          | –      | –          | –      | –          |
| Sitzverteilung in der Gemeindevertretung 2021Insgesamt 15 Sitze - FW: 6 - CDU: 7 - CWE: 2 | Gesamt                            | Gesamt                                      | 100    | 15         | 100    | 15         | 100    | 15         | 100    | 15         | 100    | 15         |
| Sitzverteilung in der Gemeindevertretung 2021Insgesamt 15 Sitze - FW: 6 - CDU: 7 - CWE: 2 | Wahlbeteiligung in %              | Wahlbeteiligung in %                        | 71,6   | 71,6       | 67,6   | 67,6       | 64,9   | 64,9       | 63,1   | 63,1       | 81,3   | 81,3       |

### Bürgermeister
Nach der hessischen Kommunalverfassung wird der Bürgermeister für eine sechsjährige Amtszeit gewählt, seit dem Jahr 1993 in einer Direktwahl, und ist Vorsitzender des Gemeindevorstands, dem in der Gemeinde Poppenhausen neben dem Bürgermeister ehrenamtlich ein Erster Beigeordneter und fünf weitere Beigeordnete angehören. Bürgermeister ist seit dem 1. November 2001 Manfred Helfrich (CDU), der bis dahin als Erster Beigeordneter dem Gemeindevorstand angehörte. Er wurde als Nachfolger von Wolfgang Wehner (CDU), der nach drei Amtszeiten nicht wieder kandidiert hatte, am 18. März 2001 im ersten Wahlgang bei 81,2 Prozent Wahlbeteiligung mit 70,8 Prozent der Stimmen gewählt. Es folgten drei Wiederwahlen, jeweils ohne Gegenkandidaten, zuletzt im Mai 2019.
Amtszeiten der Bürgermeister
- 2001–2025 Manfred Helfrich (CDU)[10]
- 1983–2001 Wolfgang Wehner (CDU)
- 1973–1983 Hubert Rommel[14]

### Wappen und Flagge

Das Wappen und die Flagge wurden am 29. Oktober 1951 durch das Hessische Ministerium des Innern amtlich verliehen.
| Wappen von Poppenhausen | Blasonierung: „In dem von Silber und Schwarz gespaltenen Schild drei fünfspeichige Räder (2:1) in verwechselten Farben.“ |
| Wappen von Poppenhausen | Wappenbegründung: Das Wappen fußt auf dem Wappen der Herren von Steinau genannt Steinrück, die im Spätmittelalter im Rhöngebiet umfangreichen Besitz an verschiedenen Orten hatten. Sie waren nicht nur in Poppenhausen, sondern zum Beispiel auch im heute noch bayerischen Burglauer Ortsherren, zumeist als Lehensinhaber des Hochstifts Würzburg und der Reichsabtei Fulda. Anstelle der 1286/1287 zerstörten Stammburg in Steinau an der Haune errichteten sie die Burg Poppenhausen. Seit 1709 war der Ort, nach Rückerwerb, wieder rein fuldisch, von 1816 bis 1866 gehörte er mit Gersfeld zu Bayern. |

## Sehenswürdigkeiten
- Die katholische Pfarrkirche St. Georg wurde von 1609 bis 1621 erbaut. 1857–1861 wurde sie mit dem Bau eines Querschiffes und eines neuen Chores erweitert, 1993 bis 1994 im neugotischen Stil restauriert. Im Turm der Kirche befindet sich ein vierstimmiges Geläut von Bronzeglocken der Glockengießerei Otto aus Hemelingen/Bremen. Die Glocken haben die Schlagtonreihe d – fis – a – h und folgende Durchmesser: 1428, 1134, 953, 850.[16][17]  Vor der Kirche befindet sich ein steinernes Hochkreuz aus dem Jahre 1763 sowie der Marktplatzbrunnen von 2015.
- Nordwestlich von Poppenhausen befindet sich die Berg- und Wallfahrtskapelle St. Maria auf dem Stein. Sie wurde vor 1714 errichtet. Im Umfeld befindet sich ein Bildstock von 1639 und eine steinerne Freikanzel (Predigtstuhl) von 1736. Am Weg stehen 14 Kreuzwegstationen von 1767 mit einer imposanten Kreuzigungsgruppe von 1768.
- Am Hausberg Stein (Kalvarienberg) befindet sich auch eine Marien- oder Lourdesgrotte, die 1893 angelegt und 1959 erweitert wurde.
- Im Sieblos-Museum im Rathaus sind Fossilfunde aus der Braunkohle von Sieblos ausgestellt.
- Nördlich des Ortsteils Abtsroda baute 1898 der Abtsrodaer Schmiedemeister Damian Ebert eine Marienkapelle an den Berg. Er war zuvor zum zweiten Mal nach Lourdes gepilgert.
- Etwa vier Kilometer östlich von Poppenhausen liegt der natürliche Guckaisee.
- Am 7. September 2012 wurde der 2,5 km lange Themenwanderweg Liebesweg eröffnet.

## Wirtschaft und Infrastruktur

### Wirtschaftsstruktur
Die ursprünglich landwirtschaftlich geprägte Gemeinde bietet heute etwa 1400 Arbeitsplätze. Der bestimmende Wirtschaftsfaktor ist der Fremdenverkehr, der im Sommer und durch die relativ schneesichere Lage auch im Winter zahlreiche Arbeitsplätze bietet. Neben dem örtlichen Handel und Gewerbe sind auch einige mittelständische Industriebetriebe ansässig; unter anderem haben die Firma Schleicher, weltbekannter Hersteller von Segelflugzeugen mit eigenem Werksflugplatz auf dem Segelfluggelände Huhnrain bei Poppenhausen, sowie die regionale Bäckerei Pappert, die auf eine Bäckerfamilie aus dem 17. Jahrhundert zurückgeht, ihren Sitz in der Gemeinde.
In der Zeit der Zugehörigkeit des Marktflecken zum Königreich Bayern bemühte sich die Regierung um die „Hebung der Rhönindustrie“. 1853 kam es zur Gründung der „Industrieschule für Holzschnitzerei zu Poppenhausen“, die dem Polytechnischen Zentralverein Würzburg gehörte. Der Betrieb lief recht gut. Die hier angefertigten Schnitzereien fanden bei Händlern in ganz Deutschland Abnehmer. Es kam aber zu Querelen bei der Vermarktung der Holzwaren, die von Würzburg aus erfolgte. Schließlich wurde die Holzschnitzschule 1861 nach Bischofsheim verlegt. Heute nennt sie sich Staatliche Berufsfachschule für Holzbildhauer (Bischofsheim in der Rhön) und ist Deutschlands älteste Holzschnitzschule.

### Verkehr
Poppenhausen liegt drei Kilometer südlich der Bundesstraße 458 Fulda–Hilders. Die nächstgelegenen Bahnhöfe sind Lütter, Altenfeld und Gersfeld (Rhön) an der südlich von Poppenhausen verlaufenden Rhönbahn, jeweils zwischen sechs und etwa acht Kilometer entfernt. Durch die Lokale Nahverkehrsgesellschaft Fulda mbH bestehen außerdem direkte Busverbindungen nach Fulda.

## Persönlichkeiten

### Söhne und Töchter der Gemeinde
- Joseph Bub (* 2. März 1873; † 30. April 1945) wurde nach einem Großbrand 1904 Bürgermeister, auch Standesbeamter des Kirchspiels, ab 1913 Leiter der Postagentur, hatte ohne Vereine 14 weitere Ämter inne, war Stellvertreter des Landrates Heinrich Wiechens (Gersfeld). Als Zentrumspolitiker wurde Bub trotz Wiederwahl 1934 durch den Fuldaer NS-Landrat Hans Burghardt als Bürgermeister abgesetzt.
- Ludwig Nüdling (* 26. Februar 1874; † 4. Juli 1947 Oberrothof bei Motzlar), Priester und rastloser Heimatdichter sowie Schriftsteller. Er schrieb u. a. die bekannten historischen Bühnenstücke Die Schutzfrau von Münnerstadt, das Würzburger Kiliani-Spiel und Im Banne der Berge.
- Hyazinth Ottmar Vey FMM (* 5. November 1877; † 15. September 1937 Zuchthaus Brandenburg (Havel)), ein Opfer des Naziterrors. Der Ordensbruder und Priester wurde als Generaloberer der Barmherzigen Brüder Montabaur im Jahr 1935 verhaftet, in Berlin wegen „Volksverrat und Devisenvergehen“ verurteilt und verstarb 1937 im Zuchthaus.[20]
- Josefine Detig (* 2. Februar 1893; † 5. Januar 1970 in Fulda), Lehrerin und Verfolgte während der Zeit des Nationalsozialismus.
- Heribert Abel (* 26. Juni 1908; † 5. März 1990 in Fulda),  römisch-katholischer Theologe, bischöflicher Geheimsekretär und Domkapitular.
- Gottfried Rehm (* 17. Oktober 1926; † 8. August 2020 in Fulda), Pädagoge und Autor von Fach- und Sachbüchern über Orgel-, Musik- und Heimatgeschichte; unter dem Pseudonym Gustav Damann veröffentlichte er Gedichte, Kurzgeschichten und Romane.

### Ehrenbürger
- Josef Albinger (* 20. Dezember 1911; † 26. Oktober 1995), aufgewachsen in Ellers, später katholischer Priester, wurde wegen Verlesens einer Predigt Kardinal von Galens in das Konzentrationslager Dachau verschleppt, Ehrenbürger der Gemeinde Poppenhausen.